# Cleveland Tigers
I Cleveland Tigers sono stati una squadra professionistica di football americano con sede a Cleveland attiva tra il 1916 ed il 1921. Parteciparono alle stagioni della National Football League 1920 e 1921, alla seconda delle quali col nome originario di Cleveland Indians.

## Giocatori importanti

### Membri dellaPro Football Hall of Fame
Quello che segue è l'elenco delle personalità che hanno fatto parte dei Cleveland Tigers che sono state ammesse nella Pro Football Hall of Fame con l'indicazione del ruolo ricoperto nella squadra, il periodo di appartenenza e la data di ammissione (secondo cui è stato ordinato l'elenco).
- Jim Thorpe, running back e allenatore capo nel 1921, ammesso nel 1963
- Joe Guyon, offensive tackle e half back nel 1921, ammesso nel 1966.